# Робертс, Элис (антрополог)
Элис Мэй Робертс (англ. Alice May Roberts) — британский анатом, палеопатолог и антрополог, с 2019 по 2022 год была главой организации «Гуманисты Великобритании».

## Биография
Робертс родилась в Бристоле, Англия, в 1973 году. Она училась в Медицинском Колледже Уэльского университета (сейчас часть Университета Кардиффа), который закончила в 1997 году. После окончания она работала в Бристольском университете, где в 1999 году стала лектором. В 2008 году она получила степень PhD по палеопатологии.
Робертс является одним из соведущих сериала BBC о географии и экологии Coast. В 2009 году на канале BBC Two вышла её пятисерийная передача об эволюции и ранних миграциях человека The Incredible Human Journey. В 2010 году она стала ведущей археологической передачи Digging for Britain. Она также представила сериал Origins of Us, вышедший в 2011 года и рассказывающий о том, как человеческое тело адаптировалось за последние 7 миллионов лет. В мае и июне 2013 года транслировался трехсерийный документальный сериал Ice Age Giants о доисторических млекопитающих времен ледникового периода.
Робертс представляла несколько эпизодов телесериала «Горизонт», включая Are We Still Evolving? в 2011 году и Is Your Brain Male or Female? в 2014.

## Личная жизнь
Робертс живет рядом с Бристолем со своим мужем и двумя детьми. Является вегетарианкой и атеисткой.

## Публикации
- Don't Die Young: An Anatomist's Guide to Your Organs and Your Health (2007) Bloomsbury Publishing plc: London, 2007. ISBN 0-7475-9025-7.
- The Incredible Human Journey (2009) Bloomsbury Publishing plc. ISBN 0-7475-9839-8.
- The Complete Human Body (2010) Dorling Kindersley. ISBN 1-4053-4749-X.
- Происхождение человека. Эволюция / Evolution: The Human Story (2011) Dorling Kindersley. ISBN 1-4053-6165-4. Рус. пер.: Робертс Эллис. Происхождение человека. Эволюция / Пер. с англ. И. В. Павловой, О. В. Сергеевой. — М.: ООО «АСТ», ОГИЗ, 2014. — 256 с.: ил. — ISBN 978-5-17-084157-8.
- The Incredible Unlikeliness of Being: Evolution and the Making of Us (2014) Heron Books. ISBN 1-8486-6477-X.